# Turov (Broumovská vrchovina)
Turov (602 m n. m.) je hora nacházející se v okresu Náchod, asi 5 km severozápadně od Hronova, na katastru jeho městské části Rokytník, na území CHKO Broumovsko v Radvanické vrchovině, jejíž je nejvyšší kótou a samostatným podcelkem. Na jeho úpatí se rozprostírá táhlá vesnice Rokytník. 

## Geomorfologie a geologie
Turov je samostatnou geomorfologickou částí spadající pod geomorfologický celek Broumovská vrchovina, podcelek Žacléřská vrchovina a okrsek Radvanická vrchovina.
Jedná se o stolovou horu s rozsáhlým plochým temenem a se složitou stavbou. Níže položené vrstvy jsou pískovce a slepence z období permu. Nadloží je utvářené v druhohorním období křídy.

## O původu jména Turov
O tom, jak přišel Turov ke svému jménu, vypráví stejnojmenná pověst. Variant vzniku názvu Turova je ale více.
Nabízí se odvození od jména Václav Tourek – vladyka, který žil okolo roku 1520 v Rokytníku.
Německá verze z okolích obcí Bystrého zase vypráví o přítomnosti Turků na Turově v období Tureckých válek a uvádí název hory Turkenberg – Turkov. Tato varianta je ale nepravděpodobná, neboť Turečtí bojovníci na hoře pravděpodobně vůbec netábořili.

## Pověsti o Turově
K hoře se vztahuje několik pověstí.
- Pověst o původu jména Turov - V dávných dobách kraj navštívili lovci trofejí, kteří zahnali pár Turů na horu. Zapomněli přitom na mládě, kterého se lovci zmocnili a došli s ním na vrchol a hráli si tam s ním. To když zpozorovali ze křoví rodiče malého tura, vylezli z úkrytu. Z hory sešli a postupem času se z lásky k dítěti turové zdomácněli. A proto se hora nazvala Tuří – Turovem[3].
- Pověst o Turovských rytířích - Hospodáři z Rokytníka Tomek a Vít se okolo 20. hodiny vrátili z roboty a vyrazili na pole pod Turovem. Přeslechli přitom odtroubení 23. hodiny. To se otevírá kamenná brána na Turově a svatováclavské vojsko vyjelo cvičit na boje, aby bylo připraveno, až bude zemi nejhůř. To vše zpozorovali oba hospodáři a strachy poté utekli zpátky do svých domovů[4].
- Pověst o pokladu na Turově - Chudá vdova se na velký pátek vydala k Turovské bráně, která se v čase mše pravidelně otevírá. Se synkem v náručí vešla dovnitř a nabrala si kus pokladu. Synka v hoře nechala, ale vrátila se s jablíčkem a chlebem a opět si odnesla v náručí kus z pokladu. Když se vrátila potřetí, byla kamenná vrata zavřená. Zlato, které si odnesla do truhly, se přeměnilo na hlínu a kamení. O rok později se pro synka vrátila. Po návratu se synkem domů si vdova všimla, že synek drží v ruce jablíčko, které je celé ze zlata. To dobře prodala a již dále netrpěla nouzí[5].
- Pověst o Krakonošovi na Turově - Krakonoš byl na hoře častým hostem na cestách do Orlických hor za princeznou Kačenkou. Na Krakonošově kazatelně pravidelně na den svatého Václava probíhá sněm. Ten jednou omylem vyslechl i sirotek Jiřík. Dozvěděl se, že za svou dobrotu a lásku k přírodě dostane zázračnou mastičku. Mastičku dostal a když do kraje přišla zlá nemoc, postupně léčil všechna zvířata v Rokytníku i okolních obcích. Z Jiříka se tak stal vážený muž a dobrý sedlák[6].

## Císař Josef II. na Turově
V roce 1779 navštívil horu Turov císař Josef II., který vyrazil do zdejšího kraje se podívat, kde o rok dříve byla rozložena jeho vojska. Vyrazil 9. září 1779 z Náchoda. Ve Velkém Dřevíči u statku č. p. 16 slezl z koně, vstoupil do statku a sháněl průvodce na Turov. Narazil na hospodyni v momentě, kdy zrovna vybírala z máselnice máslo a vylévala podmáslí. Po ochutnávce včetně domácího chleba vyrazil s průvodcem na horu Turov. Po návratu pokračoval císař na své cestě do Police nad Metují, kam dorazil okolo 14. hodiny.

## Jiráskova chata

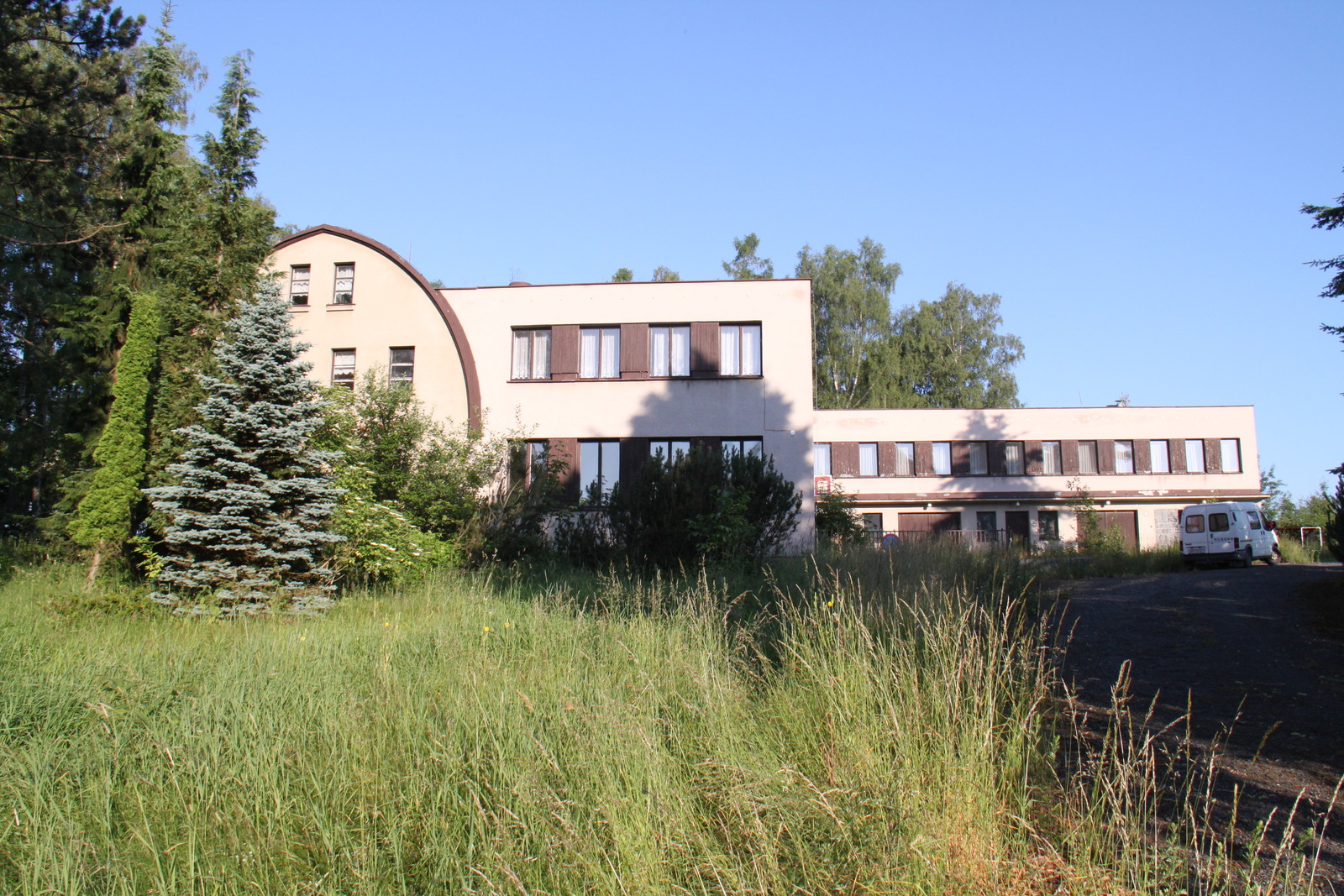
Jiráskova chata

V roce 1913 koupila část temene hory tělocvičná jednota Sokol v Rokytníku o výměře 72 a. Původně měla na vrcholu Turova vyrůst rozhledna s názvem Památník Legionářů.
Před započetím stavby ale byla dána zbývající usedlost na temeni Turova do prodeje. Sokol v Rokytníku obratně celé temeno o výměře 9 ha koupil, neboť byl velký zájem o koupi i z Německé strany. Dražba se měla konat takřka po samotném položení základního kamene rozhledny. Němečtí kupci byli podporováni i německou veřejností, která na nákup věnovala i výtěžek ze slavnosti Bundesfest v Broumově. Za záchranu Turova měl zásadní projev spisovatel Alois Jirásek.
Stavba útulny na Turově byl i impuls pro vznik turistického odboru Klubu Československých Turistů v Rokytníku. Ten společně se Sokolem Rokytník postavil dřevěnou Jiráskovu útulnu na Turově. Na stavbu značně přispěl i odbor Klubu Československých Turistů v Hronově a pp. Cyril a Josef Bartoňové-Dobenínové. Krátce před dostavením chaty, dne 30. 5. 1924 navštívil útulnu Alois Jirásek společně se svou chotí a dcerou, paní Jelínkovou a pár hodin zde pobyl.
Jiráskova útulna byla slavnostně otevřena 8. 6. 1924 pod patronací ministra národní obrany a za účasti předsedy Klubu Československých Turistů Dr. J. S. Gutha Jarkovského a rady ministra národní obrany Marka, kteří zde měli i slavnostní řeč.
Dne 27. prosince 1935 vyhořela. V roce 1936 byla postavena nová zděná Jiráskova chata, která zde stojí dodnes. Ekonomické problémy a prodej turistické chaty způsobil i zánik místního odboru Klubu Československých Turistů v Rokytníku.
V roce 1977 přibyla nevzhledná přístavba chaty a ubytovací kapacita narostla na 50 lůžek v 19 pokojích. Součástí chaty byla také kuchyně, jídelna, společenský sál a bar o celkové kapacitě 150 míst. Chata byla v provozu do přelomu tisíciletí. To byl vlastníkem Karel Klikar ze Žďárek. Ještě na začátku roku 2001 prý byla v provozu, ale potom začala rychle chátrat.
Okolo roku 2010 se okolí začalo znatelně měnit – byl demontován zbytek minigolfu, byly navezený „menhiry“ a další kameny, které byly zformovány do kamenných obrazců. Drobnou opravou prošla i samotná chata – byla např. zasklena rozbitá okna. Nicméně chata nyní prozatím pro veřejnost neposkytuje žádné služby.
Chata spadá pod obec Rokytník a má číslo popisné 123. Podle katastru nemovitostí aktuálně patří Ing. Pavlíně Torhanové. Od roku 2020 je do blízkého okolí Jiráskovy chaty a ke kamennému uskupení Semeno života zákaz vstupu bez povolení.

## Rekreační areál
V 70. letech 20. století zde TJ Sokol Rokytník postavil vlek se sjezdovkou. Ta byla výjimečná svým umělým zatravněním. Po roce 2001 začal areál chátrat, sjezdovka postupně zarostla, v druhé desetiletí byli odklizeny i sloupy vleku. Ve stejném čase na hraně sjezdovky přibyl turistický přístřešek.
Kromě areálu pro sjezdové lyžování zde vyrostlo také:
- Minigolf
- Volejbalové hřiště
- Tenisový kurt
- Fotbalové hřiště
- 10 dřevěných chatek dohromady s kapacitou 50 lůžek.

Chatky pro ubytování na Turově stále jsou. Minigolf byl v druhém desetiletí 21. století demontován a byl nahrazen kamenným uskupením Semeno života.

## Semeno života
Na Turově v místech bývalého minigolfu vzniklo kamenné uskupení Semeno života. Vzniklo díky dílu Pavlíny a Mirka Torhanových.

## Krakonošova kazatelna
Na úbočí hory Turov směrem k obci Rokytník se nachází skalní výchoz zarostlý stromy. Jedná se o skupinu skalek vysokých max. 3 metry. Mezi skalkami je umístěno ohniště a dřevěné lavičky. K tomuto místu se vztahuje pověst o Krakonošovi na Turově.
Geologická správní oblast je Permokarbon podkrkonošské a vnitrosudetské (dolnoslezské) pánve.

## Pěchotní srub Turov

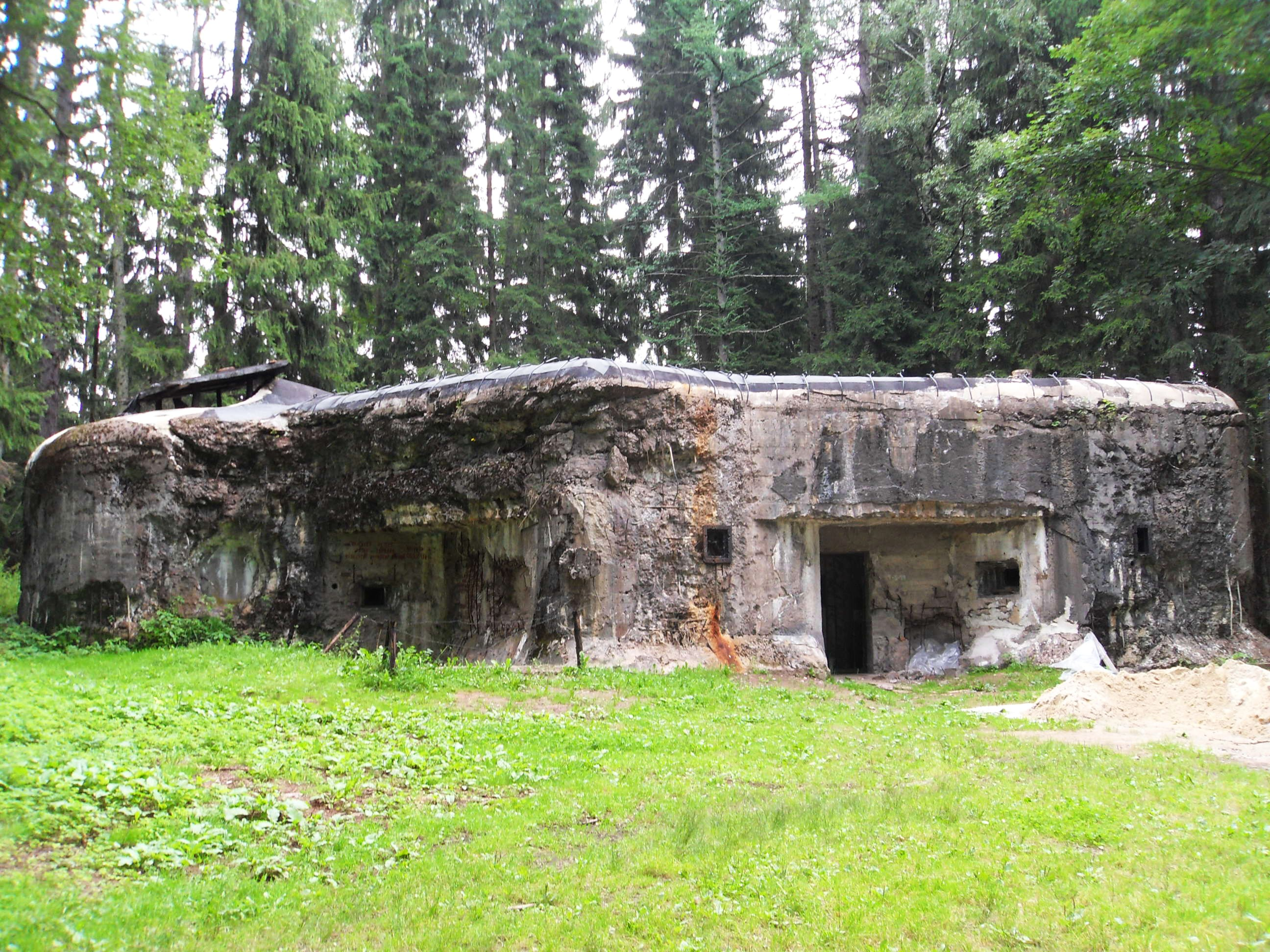
Pěchotní srub T-S 19 Turov v roce 2012.

Na jihozápadním úbočí, asi 1 km od vrcholu Turova, byl jako součást československého opevnění v květnu 1938 zbudován pěchotní srub T-S 19 Turov, který měl sloužit k přehrazení Jestřebích hor proti nepříteli.
Od roku 2009 byl objekt rekonstruován za účelem zpřístupnění veřejnosti. V současné době se zde příležitostně konají akce a lze si srub prohlédnout.

## Galerie

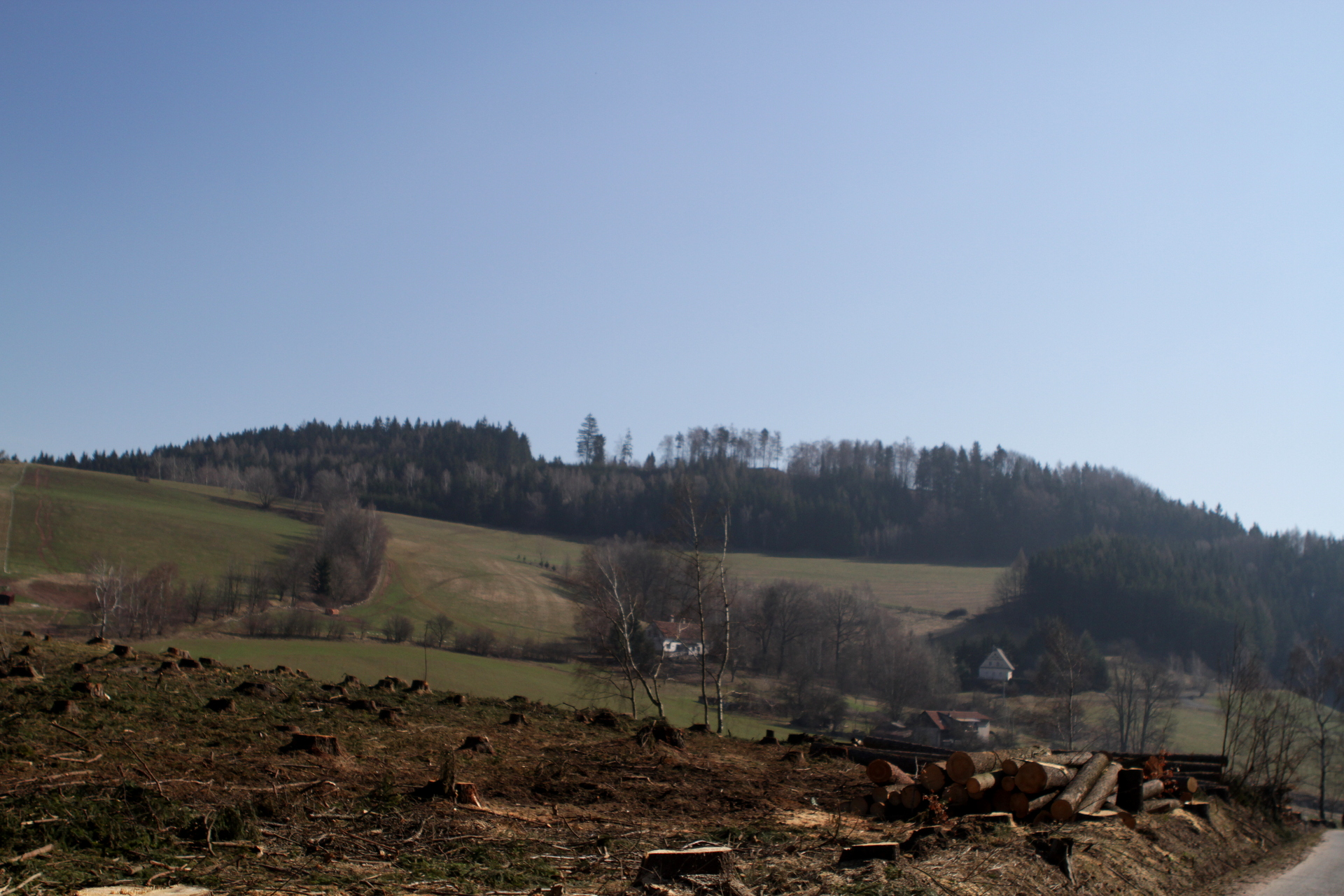
Vrchol Turov od silnice Chlívce - Rokytník
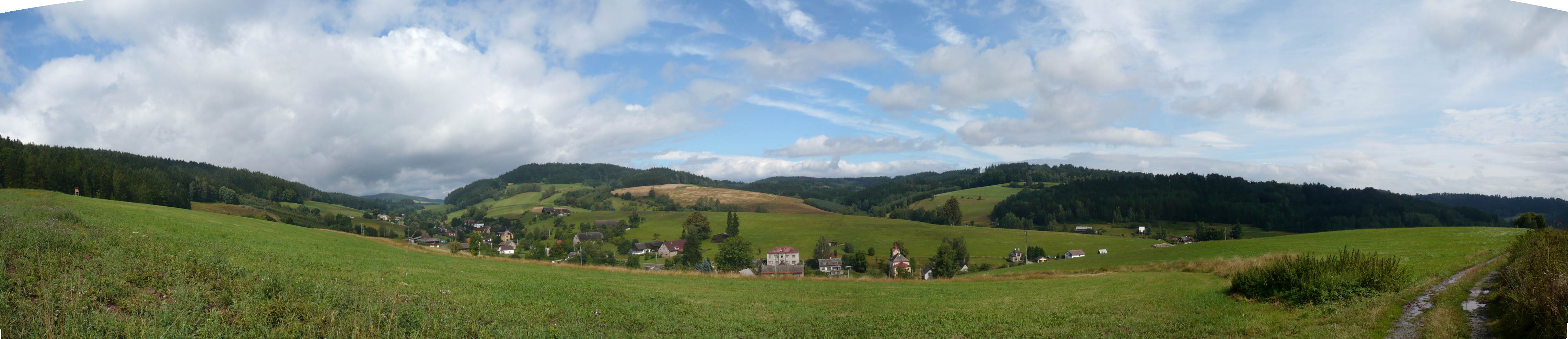
Panorama obce Rokytník s Turovem
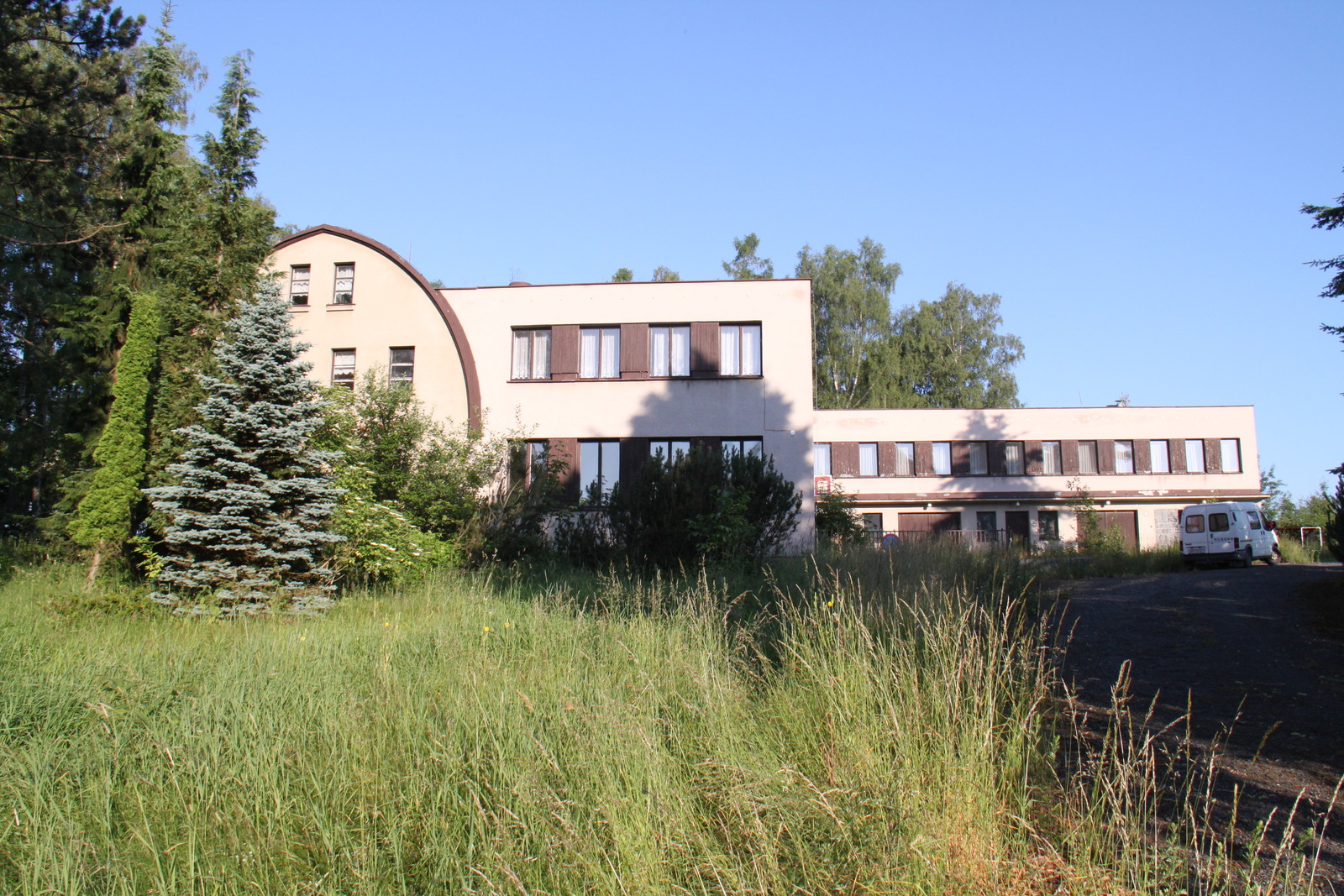
Jiráskova chata na Turově